# A-ha
a-ha — норвезький музичний колектив, створений 1983 в Осло. a-ha — один із законодавців стилю електропоп, new wave. Музиці a-ha властивий холоднуватий («скандинавський») стиль, виразне синтезаторно-гітарне звучання. Гурт продав 36 мільйонів альбомів та 15 мільйонів синглів у всьому світі.

## Історія

### Шкільний ансамбль «Bridges»

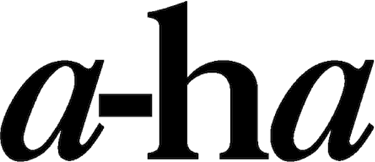
Оригінальний логотип a-ha, який використовувався з 1985 по 1993 рік і з 2015 року.

Майбутні учасники гурту Пол Воктор і Магне Фуругольмен захоплювались музикою ще в юності, коли їм було десять і дванадцять років відповідно. Вони грали в різних колективах, поки одного разу доля не звела їх разом. 1976 року вони вирішили зібрати групу, назвавши її «Bridges». До них приєдналися Вігго Бонді (Viggo Bondi) і Ойстейн Єванорд (Øystein Jevanord). Коли на їх шляху вперше зустрівся майбутній лідер-вокаліст Мортен Гаркет, він був лише одним з відвідувачів концерту «Bridges». Йому сподобалася музика і він познайомився з Вігго, а потім і з іншими учасниками. Після чергового виступу «Bridges» він повертався додому разом з Магне і у них відбулася тривала і відверта розмова під час якої з'ясувалося, що у них багато спільного, життєва філософія, творчі погляди. У той час Мортен співав у групі «Souldier Blue». 1980 року у «Bridges» вийшов альбом «Fakkeltog», який втім не мав успіху.
Магне чув про Мортена і знав, що він добрий вокаліст, проте минуло ще чимало часу перш, ніж Магне зв'язався з Мортеном і запропонував приєднатися до гурту. До того часу Пол і Магне вже виросли з рамок «Bridges», їх вже не влаштовували виступи на шкільних вечірках тощо. Вони хотіли виїхати в Англію, а інші учасники гурту — ні. Вони запропонували вирушити з ними і Мортеном, але той був задоволений тим, що мав і теж відмовився. 1982 року Пол і Магне удвох вирушили до Лондона, щоб продовжити свою музичну кар'єру. Пробувши в столиці Великої Британії вісім місяців, вони, витративши всі свої заощадження, розчаровані, повернулися на батьківщину.

### Друга спроба

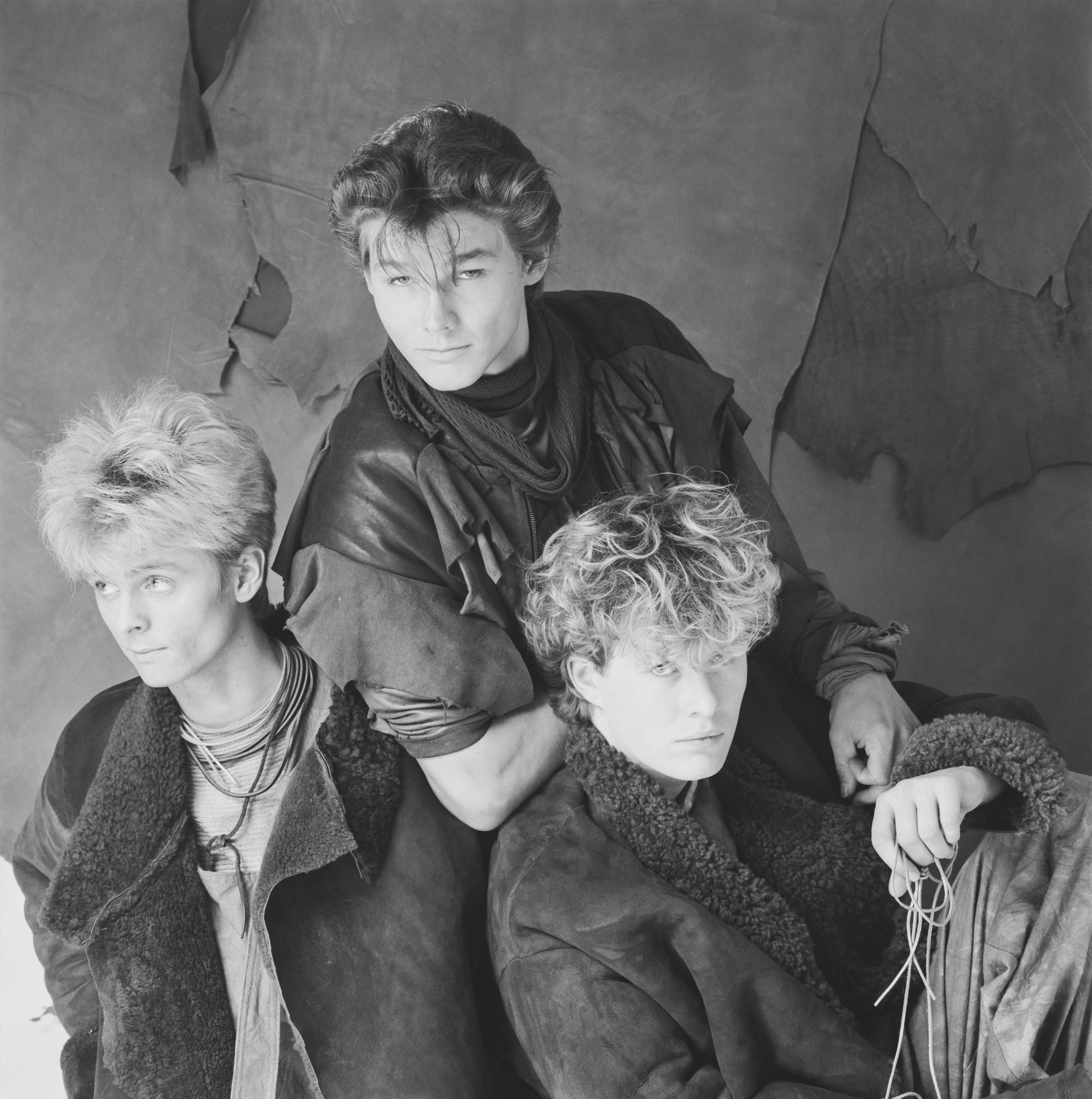
Рекламне зображення гурту у 1984 році

На початку 1983 року друзі знову запропонували Мортену приєднатися до них вокалістом, і той, нарешті, погодився. Вдома у батьків Пола молоді люди створили декілька демо-записів. Придумали й нову, коротку назву для групи — «a-ha». Насправді вона була назвою для чергової пісні, і Пол обирав між «a-ha» та «a-hem». Мортен випадково заглянув в записник Пола і, побачивши слово «a-ha», сказав: «Це чудова назва. Так ми самі повинні називатися!.»
Тепер вони вирушили до Лондона втрьох. Цього разу у них все складалося зовсім не так, як вони очікували. Вони обдзвонювали студії звукозапису, розсилали свої касети. Початок начебто був обнадійливим. Вони зустрілися з представниками «Decca Record Company», які сказали, що музика непогана, проте ніякого контракту не запропонували. Втім представників видавництва «Lionheart» їх музика зацікавила, але справи пішли не зовсім гладко і дуже бракувало грошей. Зрештою хлопцям знову довелося повернутися до Норвегії, щоб заробити трохи грошей. Після повернення вони вирішили припинити співпрацю з «Lionheart».

### Hunting High and Low
Успіх до a-ha прийшов після зустрічі із Джоном Реткліффом. Трійця вирішила переписати свої демо-стрічки й орендувала на останні гроші студію звукозапису, в якій їх все влаштувало, а володів нею якраз Джон Реткліфф. За п'ять днів вони змогли записати лише дві пісні, але коли Джон почув їх, він був вражений результатом. Він зв'язався зі своїм знайомим Террі Слейтером, що мав зв'язки в музичному світі. Так у a-ha з'явилися свої менеджери, яким вдалось зрушити справу з мертвої точки.
Представивши записи відділенню лейбла Warner Bros. наприкінці 1983 року, гурт домігся контракту. В студії з'явився Джон Менсфілд. Почалася напружена робота, яка просувалася доволі повільно, але нарешті перший альбом групи був записаний і вийшов їхній перший сингл «Take On Me». Результатом став повний провал. Однак компанію Warner Bros. це не збентежило. Террі Слейтер умовив Алана Тарна взятися за «Take On Me». Перемікшована версія, яка й увійшла в підсумку до альбому, була готова. Знову «Take On Me» не виправдав надій, хлопці були в розпачі. Однак і це не збентежило керівництво компанії Warner, вони не втрачали оптимізму і віри в гурт, і третє видання «Take On Me», спільно з новим інноваційним на той час відео, в повній красі продемонстрували ліричну сили вокалу Гаркета і потенціал самого гурту.
Зрештою сингл вже двічі обіймав провідні позиції в норвезьких чартах, став у країні № 1, потрапив і в чарти Великої Британії, зайнявши там другий рядок, а в Сполучених Штатах Америки — перший. Сумарно, в 36 країнах він став першим. Іншим великим хітом стала пісня «The Sun Always Shines on T.V.».
Дебютний альбом a-ha «Hunting High And Low» (1985) твердо окупував Top-10 і здобув премію «Spellemannsprisen» (норвезький аналог Grammy). У записі цього і наступних альбомів a-ha допомагали запрошені музиканти. Популярності групи дуже сприяли кліпи (a-ha одразу ж зацікавилося MTV), повні цікавих візуальних знахідок. 1986 року пісня «The Sun Always Shines on T.V.» стала хітом № 1 в Англії. Група була номінована на премію Grammy в кількох номінаціях і виграла в категорії «Найкраще відео», а в категорії «Найкращий новий артист» поступилася місцем співачці Шаде. Того самого року a-ha вирушили у свій перший світовий тур.

### Золота доба (1986—1994)
Не втрачаючи часу дарма, музиканти представили на суд публіки свій другий альбом «Scoundrel Days», який слухачі прийняли гаряче. Найбільшої популярності досягли такі композиції, як «Swing of Things» і «I've Been Losing You». 1987 року Полу Воктору запропонували скласти тему для чергового фільму про Джеймса Бонда. Так на світ з'явилася «The Living Daylights», ремікс на яку увійшов до третього альбому групи «Stay on These Roads», який побачив світ у травні 1988 року. Успіх цього диску перевершив досягнення попередніх: п'ять пісень з десяти потрапили в топ-20, сам альбом зайняв другий рядок у британському чарті. Група вирушила у світове турне 74 містами. Альбом розійшовся чотиримільйонним тиражем.
Після випуску альбому музиканти вирішили проявити себе в інших видах мистецтва. 1987 року Мортен сробував себе в ролі кіноактора: знявся у невеликій ролі і заспівав заголовну пісню у фільмі «Kamilla og tyven», який демонструвався у норвезьких кінотеатрах. 1989 року Магне вирішив оприлюднити ще один свій талант — художника. Він виставив свої картини в галереї міста Ставангера в Норвегії і отримав схвальні відгуки критиків.
1990 року світ побачив четвертий альбом гурту «East of the Sun, West of the Moon», який багато шанувальників вважають найкращою працею a-ha, хоча на хвилі нових музичних напрямків (хаус, медчестер і т. д.) він здався дещо «немодним». На платівці особливо виділялася перша композиція — кавер-версія прославленої пісні з репертуару Everly Brothers «Crying In The Rain». Зрештою музиканти самі відчули необхідність взяти тайм-аут і відклали на кілька місяців гастрольний тур, який у результаті став найуспішнішим туром в історії гурту.
Особливий успіх припав на Південну Америку, де на 20 їхніх концертів прийшло понад 1 000 000 глядачів. На одному з концертів у Ріо-де-Жанейро гурт побив рекорд відвідуваності, занесений в Книгу рекордів Гіннеса як гурт, концерт якої зібрав найбільшу аудиторію — 196 000 чоловік (Бразилія, стадіон Маракана, 1991 рік). 1991 року гурт видав збірку хітів «Headlines and Deadlines», а також посилено гастролював, в тому числі відвідавши Бразилію і виступивши на фестивалі «Rock In Rio» (за матеріалами туру вийшла відеозбірка «Live In South America»). Знову побувати в Бразилії групі довелось 1992 року. Того самого року Пол одружується на своїй давній любові Лорін Савой і додає до свого прізвища її.
1993 року a-ha випустили свій п'ятий альбом — «Memorial Beach», серед пісень якого відомою стала тільки пісня «Move To Memphis». Диск комерційного успіху не мав: одні вважали його надто похмурим, інші — надто авангардистським, треті — відверто слабким. При цьому англійський журнал «Q» назвав Пола Воктора-Савоя одним з найвидатніших пісенних композиторів у сучасній музиці. Мортен Гаркет почав працювати над власним проєктом «Poetenes Evangelium».

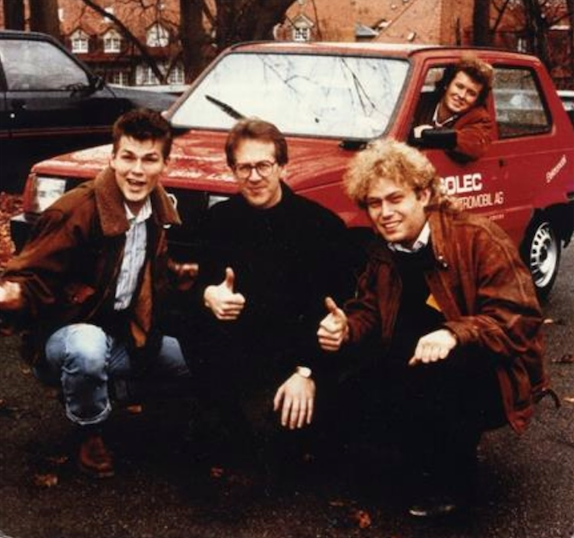
a-ha у 1995 році

Випуск синглу «Shapes That Go Together» (1994) поставив крапку на певному етапі творчості гурту. Почали виникати конфлікти всередині колективу, з'явилися й розбіжності зі звукозаписною компанією. a-ha відіграли на фестивалі «Білі ночі» в Санкт-Петербургу, а потім Пол, Мортен і Магне зайнялися власними справами. Магне став приділяти основну увагу живопису та скульптурі, влаштовуючи виставки в престижних музеях; крім того, під ім'ям Timbresound він 1994 року зі своїм другом К'єтілом Беркестрандом записав інструментальний саундтрек-альбом до фільму «Ten Knives In The Heart» (надалі проєкт видав ще два альбоми). Мортен Гаркет 1995 року записав другий сольний альбом «Wild Seed» (став номером 1 в Норвегії), за яким був «Vogts Villa». Крім того, Гаркет дуже вдало просунувся в бізнес-лінії. Пол і його дружина Лорін сформували власну групу, назвавши її «Savoy».

### Після злуки

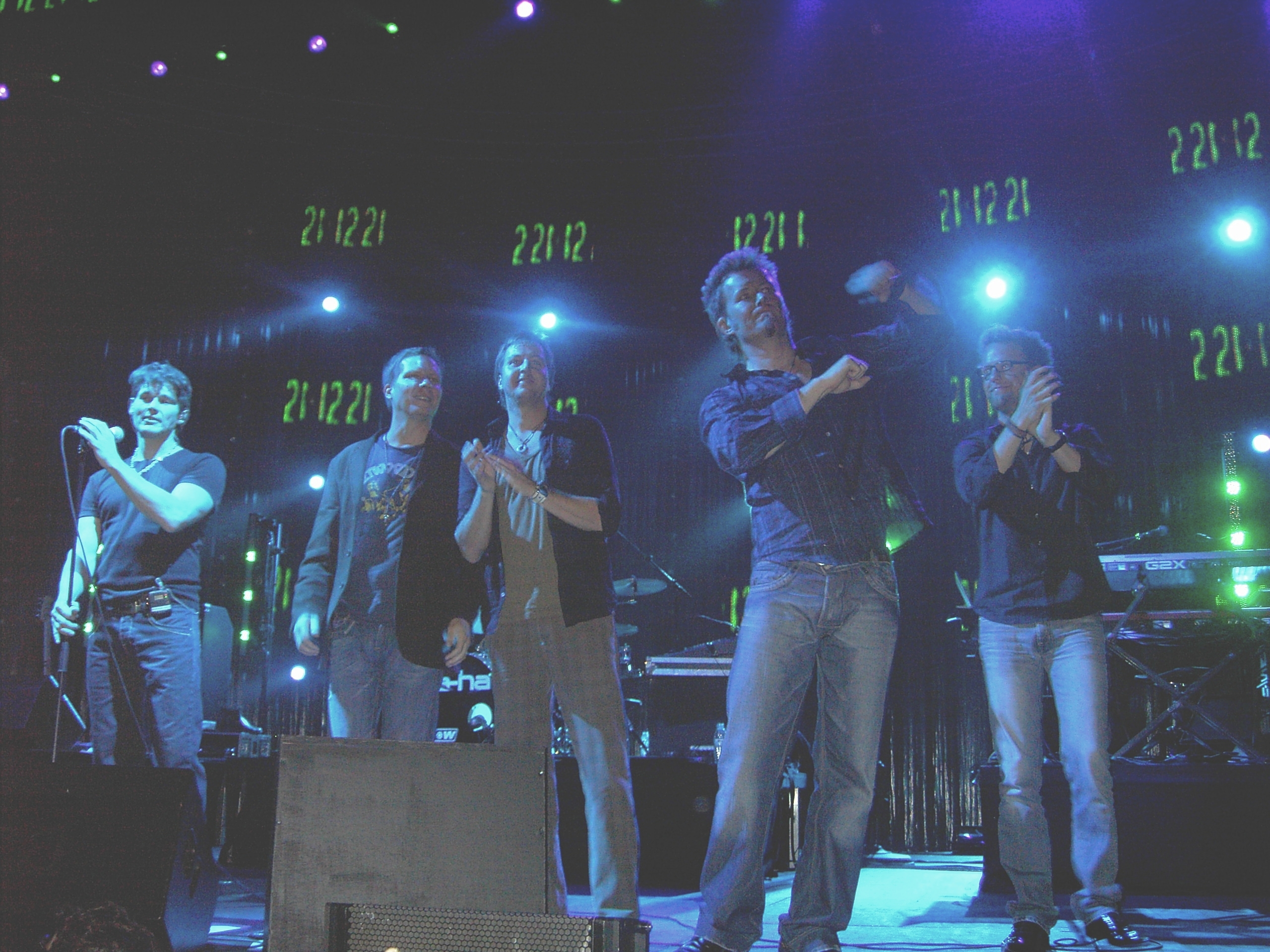
a-ha на виступі в Кельні, 20 жовтня 2005 року

1998 року a-ha знову збираються разом. Вони запрошені взяти участь у концерті-вшануванні нобелівських лауреатів (концерт вперше проведений 1994 року). a-ha зіграли дві пісні: «The Sun Always Shines on T.V.» і «Summer Moved On», а потім повернулися в студію. Результатом став їх новий альбом «Minor Earth Major Sky», що вийшов 2000 року. Альбом стає платиновим і цілих чотири пісні займають місце № 1 у чартах: «Minor Earth Major Sky», «Velvet», «The Sun Never Shone That Day» і «Summer Moved On». Проте на частку групи дісталося і критики, за кліп «Velvet», в якому побачили потурання некрофілії. 2001 року a-ha знову виступають на нобелівському концерті, де виконують «Differences» і «Hunting High and Low». Наступного року виходить новий альбом «Lifelines» і одразу стає платиновим в Норвегії. Два сингли потрапляють у топ-5 — «Forever Not Yours» і « Lifelines».
Концертний альбом з їхнього туру 2002 року, названий «How Can I Sleep With Your Voice In My Head» вийшов в березні 2003 року. 2004 року вийшла книга «The Swing Of Things», разом з якою також продавася компакт-диск з ранніми демонстраційними записами. того самого року a-ha відзначає двадцятиріччя гурту і випускає новий збірник всіх хітів «The Definitive Singles Collection 1984-2004». Ця компіляція повертає їх у топ-20 найкращих альбомів Великої Британії. Альбом займає тринадцяте місце і отримує статус « золотого».
2 липня 2005 року a-ha виступає в Берліні на концерті Live 8 перед аудиторією майже 200 000 осіб. Свій виступ вони відкрили піснею «Hunting High And Low», продовживши «Take On Me». Однак Мортен Гаркет з технічних причин не чув сам себе і був змушений попросити двохвилинну перерву, впровдож якої прокоментував причину появи на Live 8. Намічені дві хвилини стали майже сімома, і третя пісня, «Summer Moved On», стала останньою, хоча планувалося виконання чотирьох пісень. Час на виступ гурту закінчився і організатори попросили їх покинути сцену.
12 вересня 2005 року a-ha дали концерт на Ірвін-Плаза в Нью-Йорку, квитки на який були розпродані миттєво. Концерт став першим для гурту в Північній Америці з 1986 року. З 1993 року в Північній Америці не вийшло жодного релізу гурту. 27 серпня 2005 року a-ha відіграли концерт для 120 000 осіб у парку Фрогнер в Осло, він став найвідвідуванішим концертом за всю історію в Норвегії.

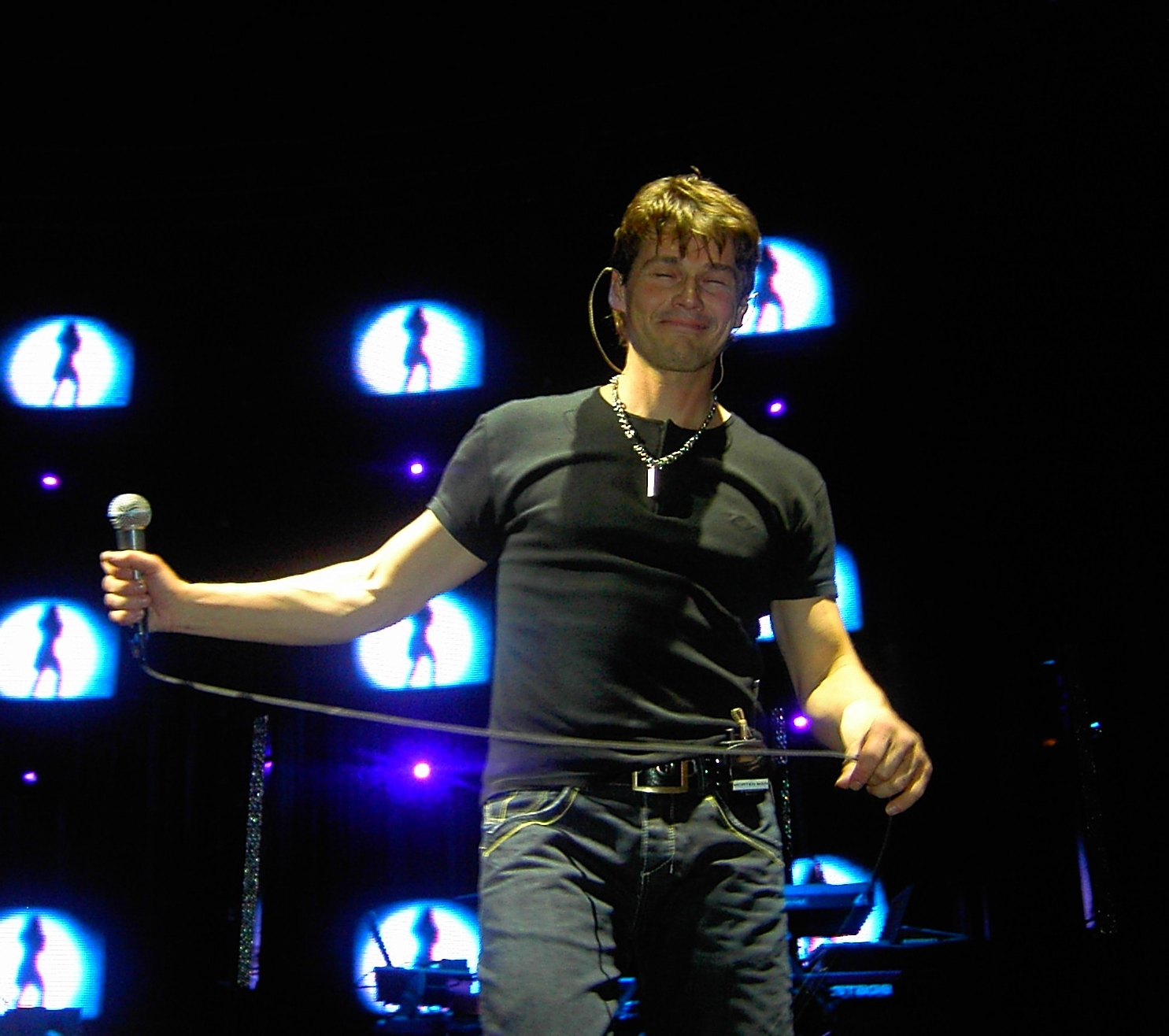
Провідний вокаліст Мортен Гаркет, концерт у Кельні, 29 жовтня 2005 року

4 листопада 2005 року гурт випустив свій восьмий студійний альбом «Analogue». Британський випуск синглу «Analogue (All I Want)» приніс a-ha позицію в топ-10 хітів у Великій Британії вперше після 1988 року. У записі альбому брав участь Грем Неш з Crosby Stills & Nash. Як бек-вокаліст він брав участь у записі пісень «Over the treetops» і «Cosy Prisons». Відео для пісні «Celice» викликало критичні висловлювання за сексуальний зміст.
2006 року a-ha записали кавер-версію пісні Джона Леннона «# 9 Dreams» для організації Amnesty International. Вона ввійшла до альбому «Make Some Noise», який вийшов у червні 2007 року. 30 жовтня 2006 року в Лондоні a-ha здобули престижну премію журналу «Q» за їхній внесок у музику і за натхнення, яке вони давали багатьом молодим початківцям музикантам. 15 вересня 2007 року a-ha зіграли безкоштовний концерт в Кілі, Німеччина.
24 січня 2009 року a-ha здобули норвезьку премію «Spelleman award» за хіт всіх часів на честь 50-ї річниці виходу першого офіційного хіт-параду в Норвегії. Вони перемогли з піснею «Take On Me». 20, 21 і 22 травня 2008 року Мортен Гаркет, Магне Фуругольмен і Пол Воктор-Савой дали концерти в Осло, Норвегія. Вони виконували «Train of Thought», «Take On Me», а також дві зовсім нові пісні — «Riding the Crest» і «Shadowside», які анонсували новий альбом, «Foot of the Mountain».
24 квітня 2009 року a-ha приємно здивували своїх шанувальників, випустивши новий сингл «Foot of the Mountain», прем'єра якого на норвезькому радіо відбулася того самого дня. Сам сингл був закінчений тільки попередньої вночі. Основою пісні послужила композиція Магне Фуругольмена «Найдовша ніч», яку можна почути на його сольному альбомі «A Dot of Black In The Blue Of Your Bliss». 22 травня сингл вийшов у Німеччині. Група представила його, виконавши 21 травня під час фіналу конкурсу «Next Topmodel Germanie's» на арені «Lanxess» в Кельні.
12 червня 2009 року вийшов дев'ятий студійний альбом групи «Foot of the Mountain». Матеріал альбому відзначив повернення до популярного стилю сінті-поп, подібно раннім роботам гурту, хоча перший сингл (і заголовна пісня) абсолютно не показовий у цьому відношенні. При створенні альбому група співпрацювала з таким успішним продюсером, як Стів Осборн, який продюсував альбоми для New Order, Starsailor, Doves, Elbow і U2. «What There Is», більш ранній сингл Магне, був наново записаний для цього альбому. «Foot of the Mountain» увірвався до німецького чарту альбомів одразу на перше місце, у британському чарті він став п'ятим і дебютував в європейському чарті найкращих альбомів за продажами за версією Billboard на восьмому місці.

### Прощальний тур
15 жовтня 2009 року a-ha офіційно оголосили про плановий розпад гурту після закінчення гастрольного турне «Ending on a high note» (укр. «Прощання на високій ноті») у грудні 2010 року 1, 2, 3 числа в Осло
14 червня 2010 року гурт представив прощальний сингл «Butterfly, Butterfly (The Last Hurrah)», який увійде до альбому «25 (компіляція найкращих пісень)». Реліз альбому відбувся 19 липня, він вийшов одразу на двох дисках.

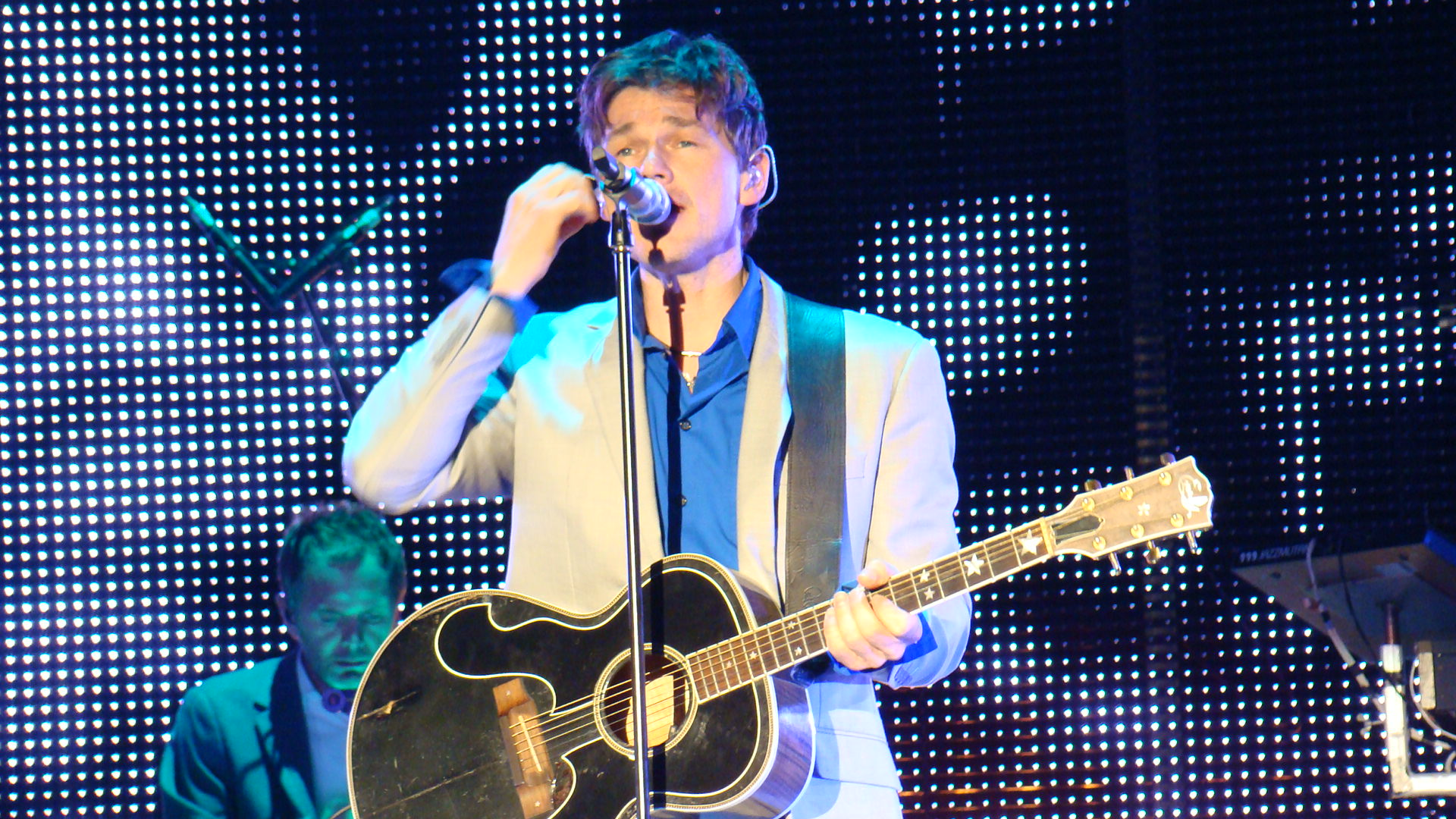
Мортен Гаркет, виступ a-ha у Києві, 4 листопада 2010 року.

В рамках прощального туру a-ha виступили зокрема в Києві 4 листопада 2010 року в Міжнародному виставковому центрі. Першою музиканти виконали пісню «The Sun Always Shines On T.V.», заключною стала «The Living Daylights», а наостанок як бонус прозвучала «Take On Me».

### Возз'єднання
25 березня 2015 на прес-конференції в Берліні a-ha оголосили про чергове об'єднання. 4 вересня 2015 року вийшов новий студійний альбом групи, який мав назву «Cast in Steel». Наприкінці вересня гурт виступив на ювілейному рок-фестивалі Rock in Rio у Ріо-де-Жанейро. У квітні 2016 розпочався новий концертний тур a-ha на підтримку нового альбому. Поки що було оголошено про 16 концертів у різних містах Німеччини, Австрії та Швейцарії. Але менеджер гурту запевнив, що незабаром стануть відомі нові дати туру.
В грудні 2016 р. a-ha оголосили, що їх наступним проєктом стане запис акустичного альбому. Цей проєкт було вирішено записати на норвезькому острові Giske у червні. Акустичні версії старих пісень, а також 2 нові пісні було виконано на 2 концертах. Платівка MTV Unplugged – Summer Solstice побачила світ 6 жовтня 2017. Музиканти a-ha підкреслили, що робота над цим проєктом об'єднала гурт так, як вони навіть уявити собі не могли.
В січні-лютому 2018 a-ha поїхали в акустичний тур по Європі, а вже влітку гурт провів світовий тур, який отримав назву Electic Summer. В листопаді 2017 були оголошені перші дати концертів, які відбулися у Великій Британії, Німеччині, Франції, Швеції, Норвегії, Ізраїлі, Естонії, Латвії та Литві.

## Склад
- Пол Воктор-Савой (Paul Waaktaar-Savoy) (6 вересня 1961) — композитор, гітарист, вокаліст
- Магне Фуругольмен (Magne Furuholmen) (1 листопада 1962) — клавішник, композитор, вокаліст, гітарист
- Мортен Гаркет (Morten Harket) (14 вересня 1959) — вокаліст.

## Дискографія

### Студійні альбоми
- Hunting High and Low (28 жовтня 1985)
- Scoundrel Days (6 жовтня 1986)
- Stay on These Roads (3 травня 1988)
- East of the Sun, West of the Moon (22 жовтня 1990)
- Memorial Beach (14 червня 1993)
- Minor Earth Major Sky (17 квітня 2000)
- Lifelines (2 квітня 2002)
- Analogue (7 листопада 2005)
- Foot of the Mountain (12 червня 2009)
- Cast in Steel (4 вересня 2015)
- True North (21 жовтня 2022)

### Концертні альбоми
- Live at Vallhall — Homecoming 24 березня 2001
- How Can I Sleep With Your Voice In My Head (2003)
- Ending on a High Note: The Final Concert (2011)
- MTV Unplugged – Summer Solstice (2017)

### Компіляції
- Headlines and Deadlines (1991)
- The Singles 1984-2004 (2004)
- 25 (2010)
- Time And Again (The Ultimate a-ha) (2016)

### DVD
- Live in South America (1993)
- Headlines and Deadlines (1999)
- Homecoming: Live at Valhall (2001)
- Ending on a High Note: The Final Concert (2010)
- The Movie (2021)

## Відеографія
| - 1984 — Take On Me (Original Version) - 1985 — Take On Me - 1985 — The Sun Always Shines On T.V. - 1986 — Train Of Thought - 1986 — Hunting High And Low - 1986 — I've Been Losing You - 1986 — Cry Wolf - 1987 — Manhattan Skyline - 1987 — The Living Daylights - 1988 — Stay On These Roads - 1988 — The Blood That Moves The Body - 1988 — Touchy! - 1988 — You Are The One - 1990 — Crying In The Rain - 1990 — I Call Your Name - 1991 — Early Morning - 1991 — I've Been Losing You (live) - 1991 — Sycamore Leaves (live) - 1991 — There's Never A Forever Thing | - 1991 — Move To Memphis - 1993 — Dark Is The Night - 1993 — Angel - 1994 — Shapes That Go Together - 2000 — Summer Moved On - 2000 — Minor Earth Major Sky - 2000 — Velvet - 2000 — I Wish I Cared - 2002 — Forever Not Yours - 2002 — Lifelines - 2002 — Did Anyone Approach You? - 2003 — The Sun Always Shines On TV (live) - 2005 — Celice - 2005 — Analogue (All I Want) - 2006 — Cosy Prisons - 2009 — Foot Of The Mountain - 2009 — Nothing Is Keeping You Here - 2009 — Shadowside - 2010 — Butterfly, Butterfly (The Last Hurrah) - 2015 — Under the Makeup - 2022 — I'm In |